# Old Carthusians Football Club
Old Carthusians Football Club es un club de fútbol cuyos jugadores son antiguos alumnos de la Charterhouse School en Godalming, Surrey, Inglaterra. El club se estableció en 1876 y ganó la FA Cup en 1881, así como la FA Amateur Cup en 1894 y 1897. El club actualmente juega en la Arthurian League y ganó doblete de liga junto la Arthur Dunn Cup en 2006, 2008, 2009, 2011, 2013, 2014, 2015, 2017 y 2019. 

## Historia
El club se formó a partir de los antiguos alumnos de la escuela Charterhouse en Godalming, Surrey,  durante 1876. Los informes en la prensa sobre los juegos que tienen lugar en la escuela habían aparecido desde marzo de 1853 y Charterhouse había sido uno de los equipos fundadores de The Football Association. Fue uno de varios clubes formados por los viejos muchachos de las escuelas públicas de Inglaterra durante el siglo XIX. Otros clubes formados en circunstancias similares incluyen Old Etonians y Old Westminsters. Otros antiguos miembros de la escuela habían fundado anteriormente el Stoke-on-Trent FC en 1867, que se conocería como Stoke City. Viejos cartujos entraron en la FA Cup por primera vez en 1879-1880. En el momento de la fundación de la Liga de Fútbol en 1888, eran el equipo más sureño interesado en unirse a la liga dominada por el Norte, pero nunca se agregaron a la liga. Los Old Carthusians se convirtieron en uno de los únicos cuatro clubes en ganar la FA Cup en los primeros once años que se les otorgó cuando ganaron el trofeo en 1881, derrotando a los mencionado Old Etonians.

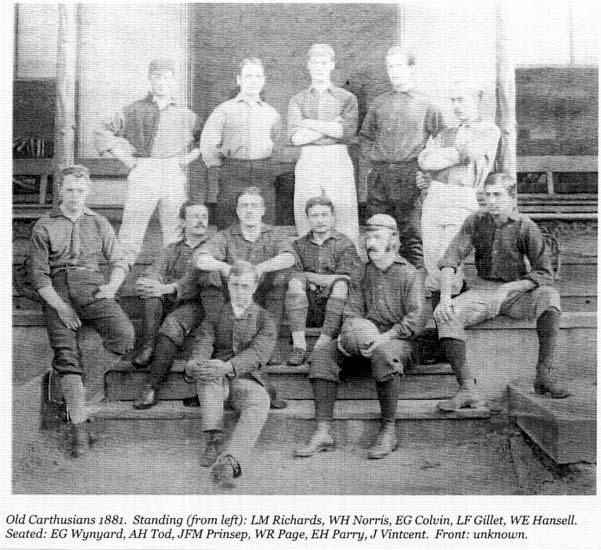
El equipo de Old Carthusians de 1881, el mismo año en que el club ganó la Copa FA

En 1883, llegaron a las semifinales una vez más, y perdieron ante Blackburn Olympic en un juego que marcó un cambio en el fútbol a fines del siglo XIX lejos de los viejos clubes de muchachos que habían tenido tanto éxito durante la primera década real del juego, para la de los clubes de trabajadores. En comparación, mientras que los Carthusians  estaban formados por hombres educados con grandes puestos políticos y financieros, las profesiones de los jugadores del lado olímpico incluían un dentista, un fontanero, trabajadores de fundición de hierro y tres tejedores. The Athletic News promovió el juego como "patricios" versus "plebeyos".  
Después de la introducción de la FA Amateur Cup en 1893, los Carthusians ganaron el título dos veces, en 1894 y 1897, y llegaron a la final un total de tres veces de las primeras cuatro ocasiones en que fue otorgado. Antes de la primera final, donde derrotaron a Casuals 2–1, estalló una discusión sobre el uso de penaltis. Un viejo portavoz cartujo dijo: "Las sanciones son un indicio desagradable de que nuestra conducta y honestidad no son todo lo que deberían ser". En 1894 fueron invitados a unirse a la recién formada Liga del Sur junto con una serie de equipos, incluido el antiguo club de viejos muchachos Old Westminsters. Los equipos pertenecientes a clubes de escuelas privadas llamados Old Boys se negaron a unirse a la nueva liga y trataron de convencer a los 2º Guardias Escoceses para que también abandonaran la liga.

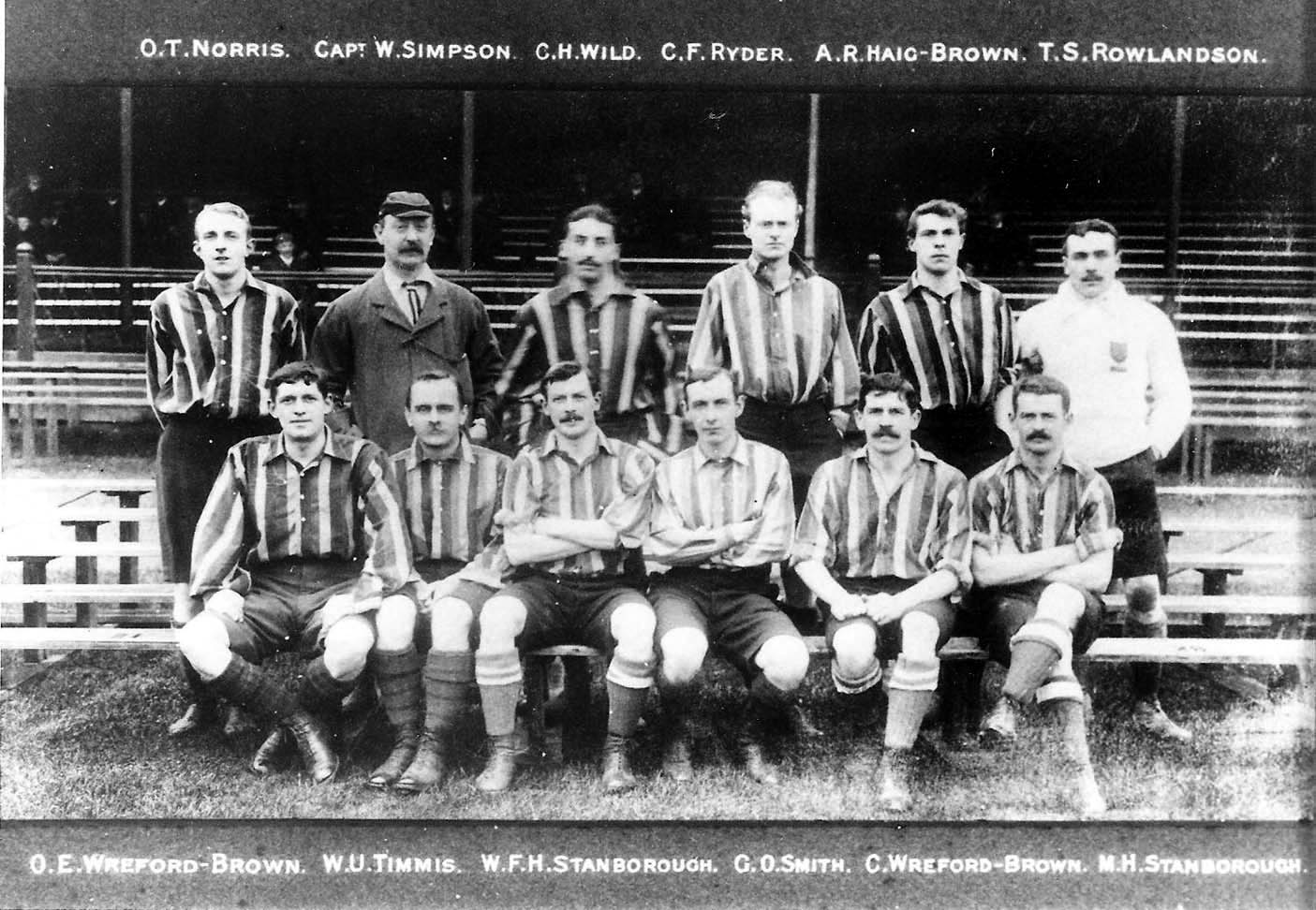
El equipo que ganó la Copa Arthur Dunn en 1903

Tras el uso de equipos de aficionados como campo de pruebas para futuros jugadores profesionales, los viejos clubes de muchachos se aislaron y se separaron de la FA Amateur Cup para formar la Arthur Dunn Cup en 1902–03. A partir de 2012, el club continúa ingresando a la Copa Arthur Dunn y llegó a la final durante el centenario de la competencia en 2002-03, siendo derrotado por Old Salopians. Esta fue una repetición del primer título en 1903, cuando los cartujos y salopianos compartieron el título después de una repetición empatada. En el momento del centenario, los Old Carthusians eran el equipo más exitoso en la competencia, habiéndolo ganado en 19 ocasiones de las 24 finales alcanzadas  y desde entonces lo han ganado otras 5 veces, lo que lo hace 24 ocasiones de 30 finales alcanzados. 
Junto con Wimbledon y Royal Engineers, los Old Carthusians son uno de los tres únicos equipos que han ganado la FA Cup y la FA Amateur Cup.
En 2011, los Old Carthusians llegaron a la final de la Copa Senior AFA, un logro histórico para un "club cerrado". Sin embargo, después de haber estado dos goles en el descanso, perdieron el juego ante los Viejos Salesianos 3–2. Los Old Carthusians ganaron otros dos títulos de la Liga Arthurian y la Copa Arthur Dunn se duplicó. 
Después de su victoria por 1-0 sobre sus rivales Lancing Old Boys en la final de la Copa Arthur Dunn 2015, los viejos cartujos hicieron historia en la Liga Arthurian al finalmente ganar el 'Treble-Double', ganando la División Premier de la Liga Arthurian y la Copa Arthur Dunn en el mismo año por tres años sucesivos. El 'Treble-Double' solo lo había logrado un equipo antes: Lancing Old Boys en la década de 1980. Los Old Carthusians, sin embargo, agregaron un trofeo adicional al tradicional 'doble' en cada año al ganar también el trofeo Jim Dixson, lo que significa que los Old Carthusians habían eclipsado al equipo Lancing Old Boys de la década de 1980 y lograron el galardón único de tener ganó el 'Treble-Treble'.

## Internacionales de Inglaterra
Nueve cartujos  fueron convocados para Inglaterra . 
La lista completa de jugadores de Inglaterra (con el número de partidos jugados mientras estaba registrado en Old Carthusians FC) es:
- Andrew Amos (2 partidos)
- William Cobbold (3 partidos)
- Walter Gilliat (1 partido)
- Edward Hagarty Parry (3 partidos)
- Gilbert Oswald Smith (20 partidos)
- Maurice Stanbrough (1 partido)
- Arthur Melmoth Walters (9 partidos)
- Percy Melmoth Walters (13 partidos)
- Charles Wreford-Brown (3 partidos)

## Títulos
- Copa FA : 1

1881

- Copa FA Amateur : 2

1894, 1897
- Copa Arthur Dunn : 28

1903, 1904, 1905, 1906, 1908, 1910, 1921, 1922, 1923, 1936, 1939, 1947, 1949, 1951, 1954, 1962, 1977, 1982, 2001, 2006, 2008, 2009, 2011, 2013, 2014, 2015, 2017, 2018, 2019
- Copa FA Amateur : 1

2019
- Liga Artúrica : 13

1979, 1982, 1988, 2006, 2008, 2009, 2011, 2012, 2013, 2014, 2015, 2017, 2019

## Otras Citas
- Dunning, Eric (2005). Barbarians, Gentlemen and Players. London; New York: Routledge. ISBN 978-0-7146-8290-7.  Dunning, Eric (2005). Barbarians, Gentlemen and Players. London; New York: Routledge. ISBN 978-0-7146-8290-7.  Dunning, Eric (2005). Barbarians, Gentlemen and Players. London; New York: Routledge. ISBN 978-0-7146-8290-7.
- Gilnert, Ed (2008). London Football Companion. London: Bloomsbury. ISBN 978-0-7475-9516-8.  Gilnert, Ed (2008). London Football Companion. London: Bloomsbury. ISBN 978-0-7475-9516-8.  Gilnert, Ed (2008). London Football Companion. London: Bloomsbury. ISBN 978-0-7475-9516-8.